# Wasserburg (Bodensee)
Wasserburg (Bodensee) is een plaats in de Duitse deelstaat Beieren, en maakt deel uit van het Landkreis Lindau.
Wasserburg telt 3.801 inwoners.

## Historie
zie heerlijkheid Wasserburg

## Geboren
- Martin Walser (1927-2023), schrijver

Bodolz ·
Gestratz ·
Grünenbach ·
Heimenkirch ·
Hergatz ·
Hergensweiler ·
Lindau (Bodensee) ·
Lindenberg im Allgäu ·
Maierhöfen ·
Nonnenhorn ·
Oberreute ·
Opfenbach ·
Röthenbach ·
Scheidegg ·
Sigmarszell ·
Stiefenhofen ·
Wasserburg ·
Weiler-Simmerberg ·
Weißensberg